# Concertos a Dois Coros
Os Concertos a Dois Coros, também conhecidos pelo título em italiano Concerti a due cori, são três conjuntos de peças orquestrais de Georg Friedrich Händel, catalogados como HWV 332-334.
O concerto HVW 334, cronologicamente o primeiro da série — seu manuscrito foi encontrado depois dos outros, e por isso é hoje catalogado como último — foi apresentado ao público em 1º de abril de 1747 no Teatro Real de Londres, como interlúdio do oratório Judas Maccabaeus, e qualificado na imprensa da época como um de seus mais ousados experimentos em música. O concerto HWV 332 provavelmente foi apresentado junto com Joshua em 9 de março de 1748, e o HWV 333 provavelmente apresentado em 23 de março de 1748, na estreia de Alexander Balus. Seu título "a dois coros" é enganoso, pois a estrutura desses concertos é baseada em uma dinâmica de três massas principais: as cordas e dois grupos de sopros. Acompanha sempre um baixo contínuo.
Eles se relacionam com a tradição das suítes de danças e dos concertos grossos barrocos, mas em vários aspectos eles não têm precedentes óbvios e são compreendidos melhor em associação com a composição de oratórios, que surgiu para Händel como uma alternativa mais lucrativa e segura do que as óperas, que estavam muito sujeitas à inconstância das modas. Além disso, os oratórios, ao contrário das óperas, podiam ser apresentados durante a Quaresma. Nas palavras do pesquisador Joachim Steinheuer, "uma vez que seus oratórios não dependiam dos dotes virtuosísticos das famosas primas donas e dos castrati da ópera italiana, e que contratou cantores ingleses bem menos acrobáticos, o compositor desejou tirar partido dessa desvantagem explorando uma audiência ávida por novidades incluindo concertos instrumentais entre os atos dos oratórios, uma prática que ele adotara pelo menos desde as apresentações de Saul e Israel no Egito em 1739".
Händel pode ter tomado inspiração de concertos a dois coros de Vivaldi, ou pode ter conhecido a tradição musical da Basílica de São Marcos de Veneza e seus "coros divididos" (cori spezzati), mas segundo o musicólogo e maestro Christopher Hogwood, parece mais provável que a inspiração maior tenha vindo do próprio compositor, já que todos eles traduzem as conquistas que ele vinha fazendo no campo da música coral, tornando-se proverbial sua habilidade em criar efeitos grandiosos com recursos econômicos, estruturas harmônicas claras e uma combinação muito fluente entre a homofonia e a polifonia, baseada em um melodismo de grande eloquência dramática.
Todos são obras da maturidade, compostas largamente a partir de reaproveitamento de material seu mais antigo. Por regra as modificações são importantes, extraindo efeitos antifonais de música originalmente homofônica ou polifônica. Ele também eliminou a maior parte das repetições dos originais e preocupou-se em criar um fluxo quase contínuo de música sempre em mutação, que em certos momentos antecipa a técnica de desenvolvimento temático da sonata clássica. O resultado é em cada caso uma sequência de movimentos que se caracterizam por um grande brilho instrumental e um manejo magistral dos efeitos antifonais, explorando contrastes rítmicos, tímbricos e dinâmicos entre as vozes em diferentes combinações. Para Steinheuer, "Händel nunca decepciona em sua habilidade de adaptar peças de caráter vocal para a rica palheta de cores disponível em um grande conjunto instrumental, criando, por esses meios, trabalhos sofisticados que estão entre os melhores do repertório orquestral". Nas palavras de Hogwood, 
"Os Concertos a Dois Coros têm sido negligenciados, talvez devido à sua incomum estrutura orquestral, ou quem sabe porque eles exigem uma virtuosidade muito além da Música Aquática ou da Música para Fogos de Artifício. Eles não devem ser comparados aos seus antigos concertos ou aos concertos grossos, pois a esta altura ele já devia ter percebido que essas formas haviam sido exauridas. Eles mostram, em vez, um senso afirmativo distante do bombástico, um bem-vindo alívio da postura militarista requerida nos oratórios. Sua escrita continua impecável e no pior dos casos eles são música de entretenimento polida e variada. Mas são também importantes indicadores de que Händel não pode ser acusado de estagnação nem de desinteresse por novos estilos. Seu novo foco no virtuosismo dos intérpretes e na composição de grandes massas de som em estilo 'coral' os distinguem de tudo o que foi produzido na época. Poucas obras posteriores se aproximariam deles em formato até o advento de Bartók, salvo as primitivas sinfonias concertantes e as primeiras sinfonias com múltiplos solistas de Haydn".
A primeira edição foi tentada em 1797 pela casa Arnold, mas faltou o terceiro concerto, cujos originais só foram descobertos mais tarde. Os concertos já foram gravados várias vezes. A gravação de referência é a de Hogwood com a Academy of Ancient Music de Londres. Os concertos estão organizados da seguinte forma:
- Concerto a Dois Coros nº 1 em si bemol maior HWV 332 para 4 oboés, 2 fagotes, cordas e baixo contínuo. Movimentos: 1. Ouverture. 2. Allegro ma non troppo. 3. Allegro. 4. Largo. 5. A tempo ordinario. 6. Alla breve moderato. 7. Menuet.
- Concerto a Dois Coros nº 2 em fá maior HWV 333 para 4 oboés, 2 fagotes, 4 trompas, cordas e baixo contínuo. Movimentos: 1. Pomposo. 2. Allegro. 3. A tempo giusto. 4. Largo. 5. Allegro ma non troppo - Adagio. 6. A tempo ordinario.
- Concerto a Dois Coros nº 3 em fá maior HWV 334 para 4 oboés, 2 fagotes, 4 trompas, cordas e baixo contínuo. Movimentos: 1. Ouvertüre. 2. Allegro - Adagio - Allegro ma non troppo. 3. Adagio. 4. Andante larghetto. 5. Allegro.[7]